# Drummondita calida
Drummondita calida är en vinruteväxtart som först beskrevs av Ferdinand von Mueller, och fick sitt nu gällande namn av P.G. Wilson. Drummondita calida ingår i släktet Drummondita och familjen vinruteväxter. Inga underarter finns listade i Catalogue of Life.